# Георгіанська епоха
Георгіанська епоха (англ. Georgian era) — доба в історії Великої Британії з 1714 до 1830—1837 років, названа на честь королів Георга I, Георга II, Георга III та Георга IV з Ганноверської династії. Іноді до георгіанської епохи також зараховують відносно коротке правління Вільгельма IV (1830—1837). В межах періоду також виокремлюють епоху Регентства, коли Георг, принц Уельський і майбутній король Георг IV, був регентом батька, короля Георга III, під час його хвороби у 1811—1820 роках. Перехід до вікторіанської епохи характеризувався відходом від раціоналізму і впровадженням у культурі романтизму та містицизму.
Термін георгіанський зазвичай використовують щодо соціальної, політичної історії та архітектури. Термін августинська література стосується августинської драми, августинської поезії та августинської прози у 1700-1740-х роках. Термін августинський означає вагомий вплив латинської літератури часів стародавньої Римської республіки.
Термін георгіанська епоха не використовується щодо часів правління двох правителів з таким ім'ям у XX столітті — Георга V (1910—1936) та Георга VI (1937—1952).

## Мистецтво та культура

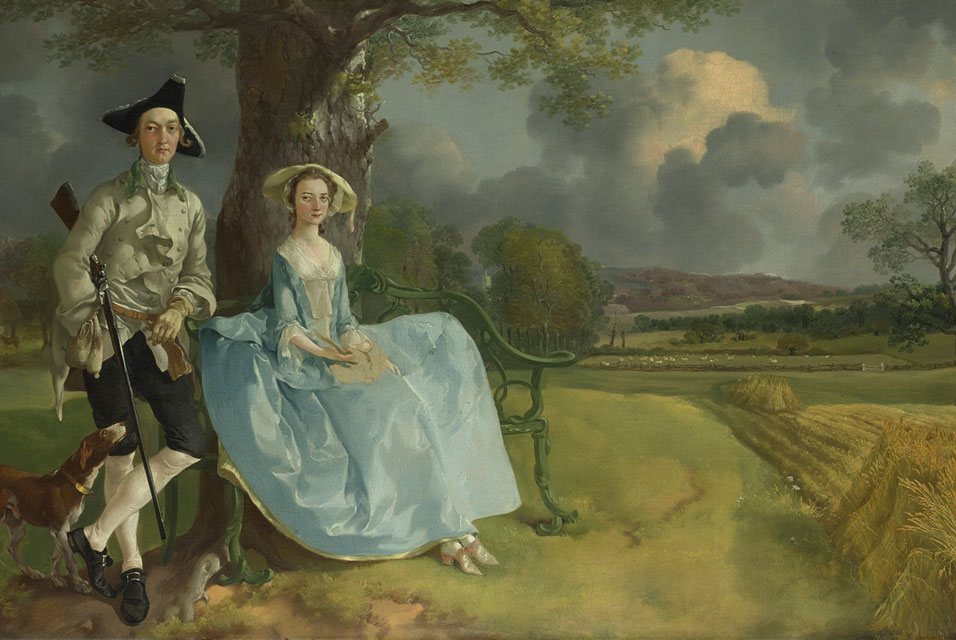
Томас Гейнсборо. Портрет містера і місіс Ендрюс, 1750

Георгіанське суспільство та його проблеми добре описані в романах таких письменників як Даніель Дефо, Джонатан Свіфт, Семюел Річардсон, Лоренс Стерн, Мері Шеллі та Джейн Остін, характеризуються архітектурними спорудами Роберта Адама, Джона Неша та Джеймса Ваєта та появою неоготичного стилю.
Розквіт мистецтва найяскравіше виявився у творах поетів-романтиків, як-от Семюел Тейлор Колрідж, Вільям Вордсворт, Персі Біші Шеллі, Вільям Блейк, Джон Кітс, Джордж Байрон та Роберт Бернз. Їхня творчість започаткувала нову поетичну епоху, що характеризувалася яскравістю та барвистістю мови, що викликає піднесеність у читача.
Картини Томаса Гейнсборо, сера Джошуа Рейнольдса та раннього Вільяма Тернера і Джона Констебла показували зміни за час георгіанської епохи, як і роботи ландшафтних дизайнерів, як-от Ланселота Брауна.

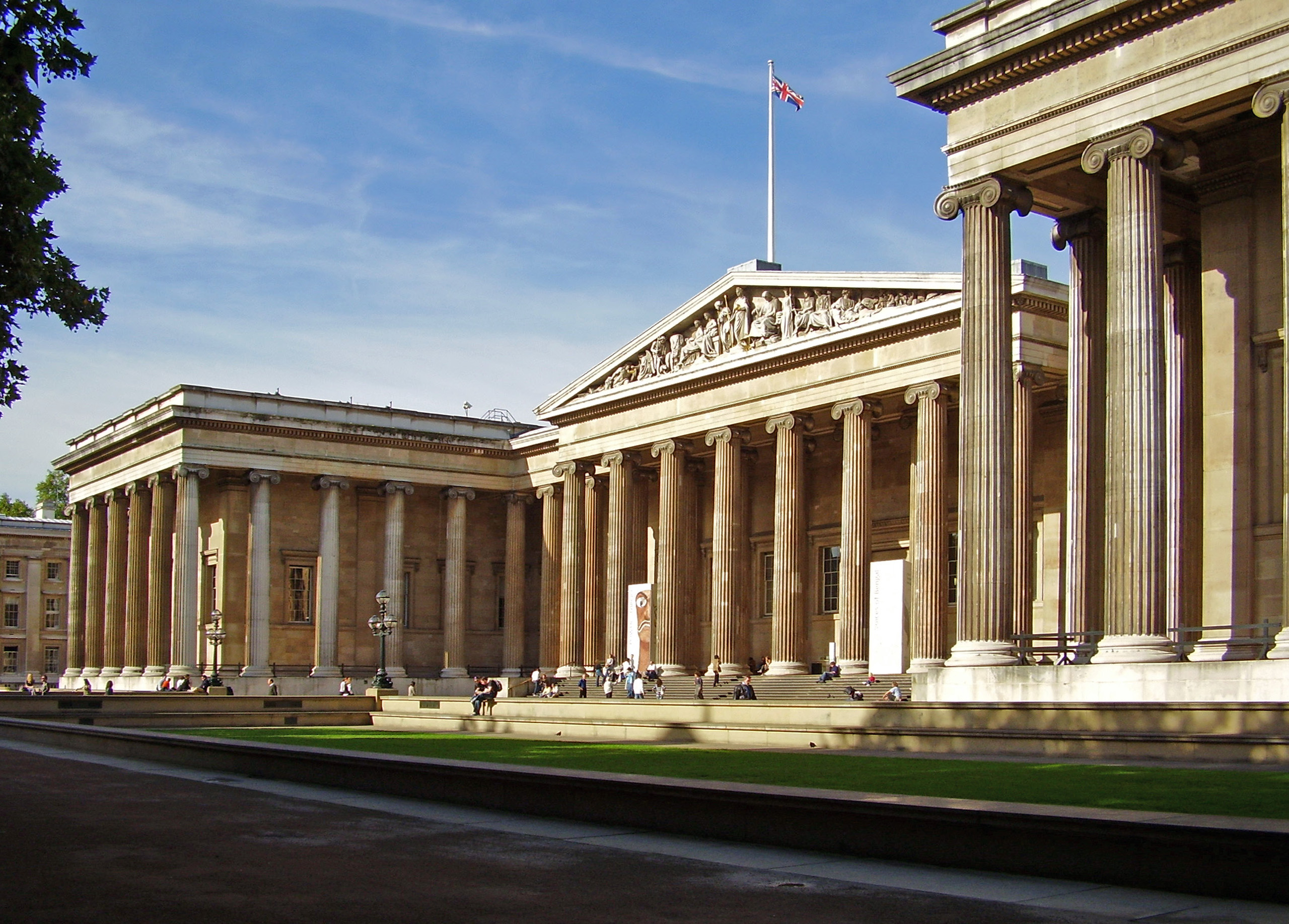
Британський музей

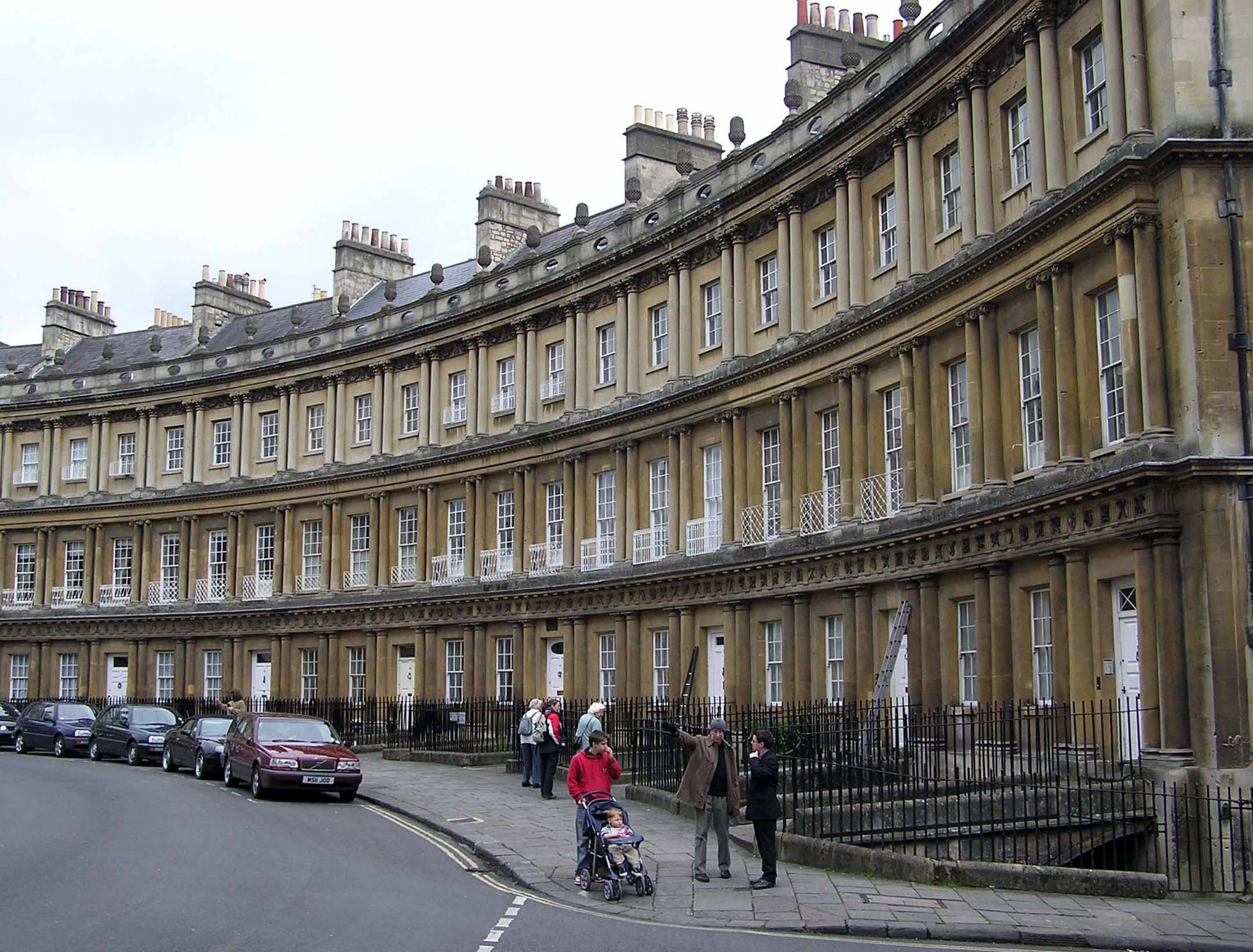
Батський цирк — класичний приклад георгіанської архітектури

Зразками георгіанської архітектури є единбурзький Ньютаун, Георгіанський Дублін, Грейнджер-таун в Ньюкасл-апон-Тайн, Георгіанські квартали в Ліверпулі, Бристолі, Баті.
Музика Джона Філда, Генделя, Гайдна, Клементі, Йоганна Крістіана Баха, Вільяма Бойса, Моцарта, Бетховена та Мендельсона була найбільш популярною в Англії цих часів. До георгіанської епохи належить поява королівського та національного гімну Великої Британії «Боже, бережи короля», вперше зафіксованого в 1745 році.

### Гранд-тур
Розпал такого звичаю як гранд-тур припав на XVIII століття і пов'язаний із вищим суспільством георгіанської Британії. Молоді англійці з вищих верств суспільства подорожували до Італії через Францію та Нідерланди з інтелектуальних та культурних цілей. Історик Едвард Ґіббон вважав гранд-тур корисним для інтелектуального саморозвитку. Подорож або перебування за кордоном зазвичай тривали рік або більше. Гранд-тур призвів до завезення до Англії мистецьких колекцій та поширення італійської моди. Звичай також сприяв популяризації стилю макароні, що зробило його модним у другій половині XVIII століття.

## Соціальні зміни

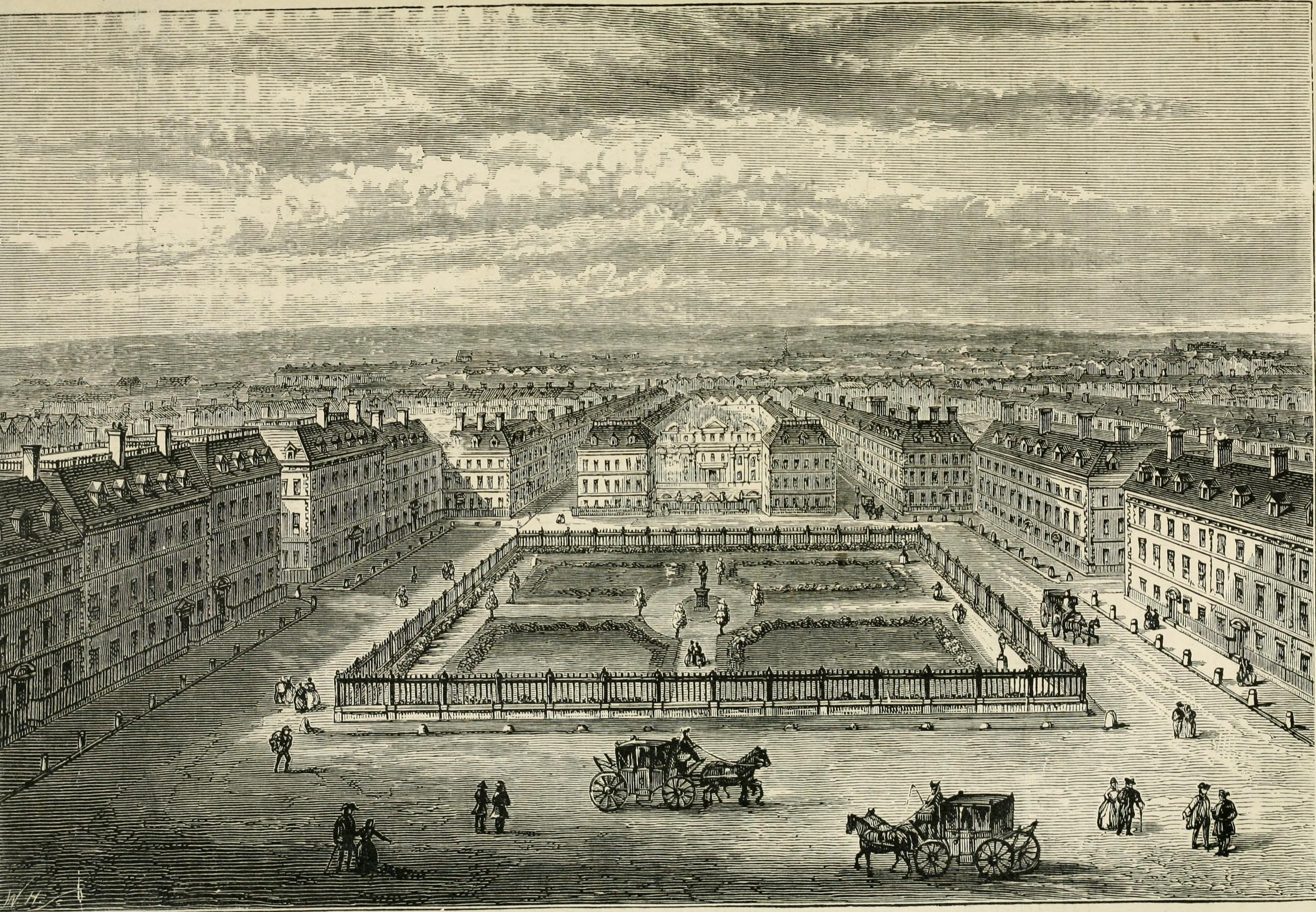
Лондон у XVIII столітті

Георгіанська епоха була часом вагомих соціальних змін у Великій Британії, зокрема, з початком промислового перевороту розпочався процес соціального розшарування на класи, а відтак — формування за своїми ідеями протилежних політичних партій, як-от ліберальних вігів та консервативних торі.
У сільських місцевостях під час аграрної революції відбулися значні зміни, які полягали у міграції, спустошенні невеликих громад, зростанні міст та зародженні інтегрованої транспортної системи, однак через те, що сільські громади занепали, а працевлаштування стало дефіцитним, почалася масова еміграція до північноамериканських колоній, які в цей час відокремилися від імперії і стали Сполученими Штатами Америки, та інших колоній.

### Євангельська релігія та соціальна реформа
В Англії євангельський рух всередині Церкви Англії та поза нею набув поширення наприкінці XVIII — на початку XIX століття. Рух виник на противагу традиційній релігійній чутливості, кодексу честі вищих класів та відповідній поведінці із сумлінним дотриманням ритуалів. Джон Веслі (1703—1791) та прихильники його ідей проповідували релігію відродження, намагаючись навернути людей до особистих стосунків із Ісусом Христом через читання Біблії, регулярні молитви та особливо досвід відродження. Веслі проповідував 52 тисячі разів, закликаючи чоловіків та жінок «викупити час» та врятувати свої душі. Веслі не позиціонував себе поза Церквою Англії, але після його смерті його прихильники створили релігійні організації поза нею, зокрема, Методистську церкву. Вона була поруч із нонконформістськими церквами, баптистами, пресвітеріанцями, конгрегаціоналістами, унітаріанцями, квакерами. Однак нонконформістські церкви зазнали меншого впливу такого «відродження».
Англіканська церква залишилася домінантною в Англії, однак у ній зростала фракція прихильників євангельського відродження — так звана «Низька Церква». Серед його лідерів були Вільям Вілберфорс та Ганна Мор. Рух досяг вищих класів суспільства через секту Клемгема. Євангелісти не прагнули до політичних реформ, натомість віддавали перевагу спасінню душ шляхом звільнення рабів, скасування дуелей, заборони жорстокого поводження з дітьми та тваринами, припинення участі в азартних іграх та уникнення легковажності в суботу; вони читали Біблію щодня. Згідно з їхнім ученням, Бог вважає, що всі душі рівні, проте не всі тіла, і через це євангелісти не виступали проти соціальної ієрархії.

## Імперія
У часи георгіанської епохи Велика Британія продовжувала вести війни, основним її суперником була Франція. Основними конфліктами доби за участі Великої Британії були Семирічна війна (1756—1763), відома у США як франко-індіанська війна, Американська революція (1775—1783), французькі революційні війни (1792—1802), наполеонівські війни (1802—1815) та Ірландське повстання 1798 року. Британія перемогла в більшості із цих конфліктів, окрім Американської революційної війни, у якій країна опинилася наодинці проти новоутворених Сполучених Штатів, а також Франції, Іспанії та Нідерландів.

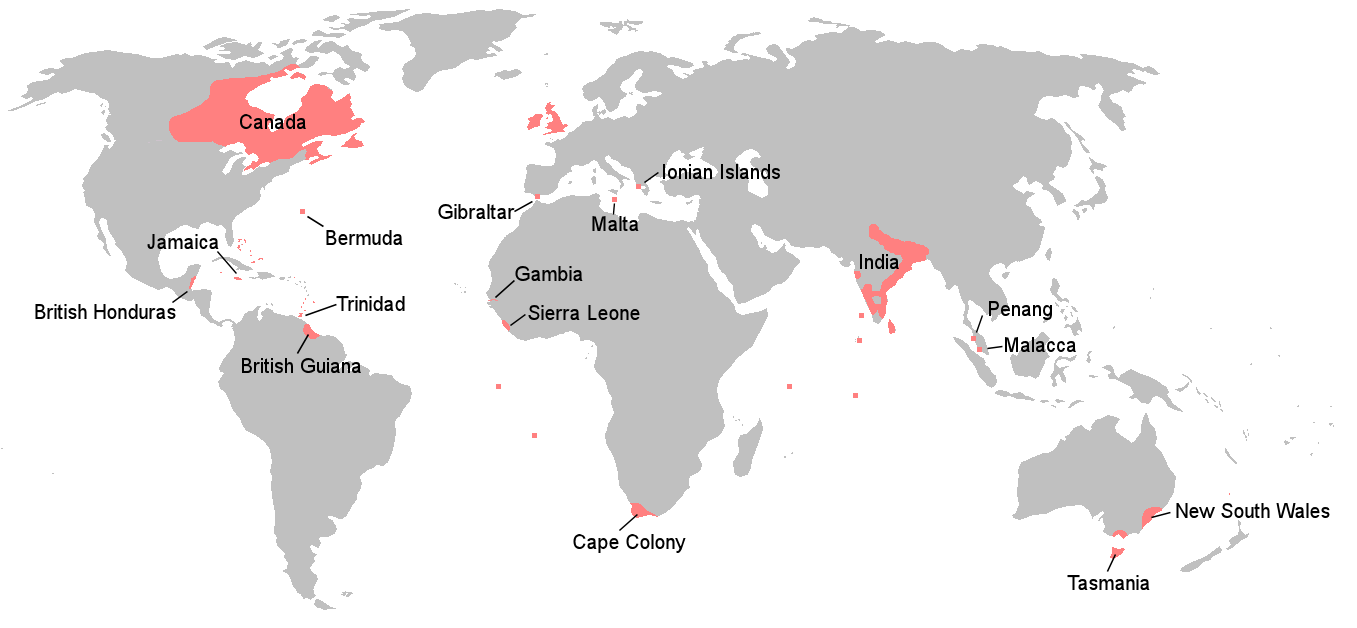
Британська імперія в 1815 році

Втрата «тринадцяти колоній» стала національною трагедією. Британські та іноземні оглядачі вважали це завершенням існування Великої Британії як великої держави. У Європі війни проти Франції тривали майже чверть століття — із 1793 по 1815. Велика Британія організувала різні міждержавні коаліції, використовуючи свою грошову систему для фінансування піхоти і зміцнюючи свій Королівський флот для встановлення контролю над морями. Перемоги над Наполеоном у Трафальгарській битві (1805) та битві при Ватерлоо (1815) на чолі з адміралом Нельсоном та герцогом Веллінгтоном відповідно принесли почуття тріумфу та посилили політичну реакцію.
Експансія Британської імперії в Азії просувалася завдяки діяльності Ост-Індської компанії, особливо під керівництвом Роберта Клайва. Капітан Джеймс Кук був найбільш визначним дослідником і географом, який завдяки силам Королівського флоту розширював володіння імперії, особливо в Австралії та Тихому океані. Замість спроб повернути втрачені північноамериканські колонії британці змогли збудувати в Азії значно більшу Другу Британську імперію, яка перебувала в стані розквіту в часи Вікторіанської та Едвардіанської епох, які слідували за Георгіанською.

### Розвиток торгівлі в імперії

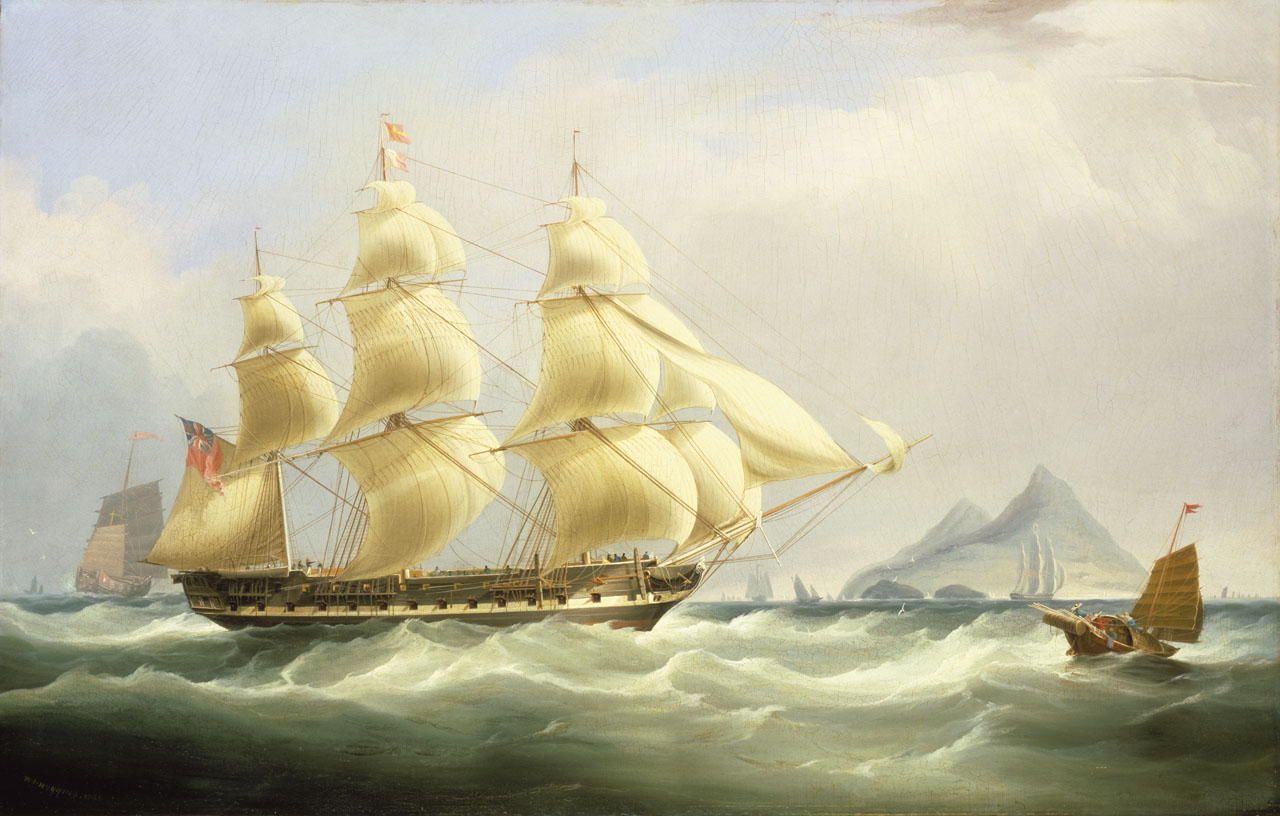
Ост-Індійський корабель

Георгіанська епоха була періодом розквіту британської торгівлі, оскільки підприємці змогли отримати більше ринків збуту по всьому світу. У 1720-х роках Британія була однією з найрозвинутіших країн світу; Даніель Дефо писав:

| ...ми найбільш старанна нація у світі. Величезна торгівля, багаті мануфактури, надзвичайна заможність, загальна кореспонденція та щасливий успіх були постійними компаньйонами Англії і надали нам титул працьовитого народу. |
| |

Основною ціллю Великої Британії (окрім захисту метрополії від іноземного вторгнення) було створення всесвітньої торговельної мережі для своїх купців. Це потребувало потужного Королівського флоту, який був би здатен забезпечити гегемонію над морями в усьому світі. Британський уряд зміцнив приватний сектор економіки, інкорпорувавши численні приватно фінансовані компанії, розташовані у Лондоні, для створення торговельних постів по всьому світу та створюючи імпортні й експортні бізнеси. Кожна компанія отримала право монополії від уряду в певній частині світу. Першою такою організацією стала Московська компанія, створена 1555 року для торгівлі з Московією і пізніше з Російською імперією. Іншими провідними компаніями були Ост-Індська компанія (1600) та Компанія Гудзонової затоки (1670) в Канаді. 1660 року для торгівлі в Африці було створено Королівську Африканську компанію, яку ліквідували 1752 року. Участь у значних військових конфліктах у 1740—1783 роках позитивно вплинула на британську торгівлю; Британії вдалося налагодити вигідні торговельні відносини зі США та домінувати у торгівлі з Індією, а також работоргівлі, торгівлі цукром та торгівлі, яка йшла із Західної Африки та Вест-Індії. Решта тогочасних європейських держав значно менше концентрувалися на питанні торгівлі; окрім Великої Британії, значну увагу кооперації приділяли Нідерланди.

Кімната абонементу Лондонського Ллойдсу, початок XIX столітті

Основною політикою Британії стосовно її колоній був меркантилізм. Він передбачав об'єднання зусиль держави та купців задля збільшення політичної влади та прибутків відповідно. Уряд Великої Британії підтримував британського виробника торговельними бар'єрами, законами, субсидіями промисловим виробникам, маючи на меті якомога збільшити експорт та мінімізувати імпорт. Урядові довелося боротися із контрабандою, до якої вдавалися капіталісти з американських колоній, щоб обійти заборону на торгівлю із французами, іспанцями та нідерландцями. Мета політики меркантилізму загалом полягала у створенні сальдо, за якого золото і срібло прямували до Лондона. Уряд отримував свою частку прибутку від збирання податків та мит, а решта діставалася торговцям. Більшість своїх доходів уряд витрачав на зміцнення Королівського флоту, який, окрім захисту метрополії та колоній, іноді вдавався до захоплення колоній інших держав. Велика Британія використовувала свої колонії виключно задля власного збагачення, не дбаючи про добробут та економічний розвиток у самих колоніях.

## Політичні і соціальні заворушення

Судовий процес в Олд-Бейлі, близько 1808

Початок Георгіанської епохи відзначився бунтами якобітів та Високої церкви, спрямованих проти успадкування британського престолу Ганноверською династією. Бунти супроводжувалися погромами в місцях, де молитви справляли дисентери (протестанти-англіканці, які відділилися від Церкви Англії). 1714 року у той же день, коли був коронований Георг I, перший із Ганноверської династії, відбулися коронаційні заворушення. Наступного року відбулися схожі заворушення. У відповідь Парламент ухвалив Акт про заворушення, за яким влада отримала більше повноважень для придушення бунтів.

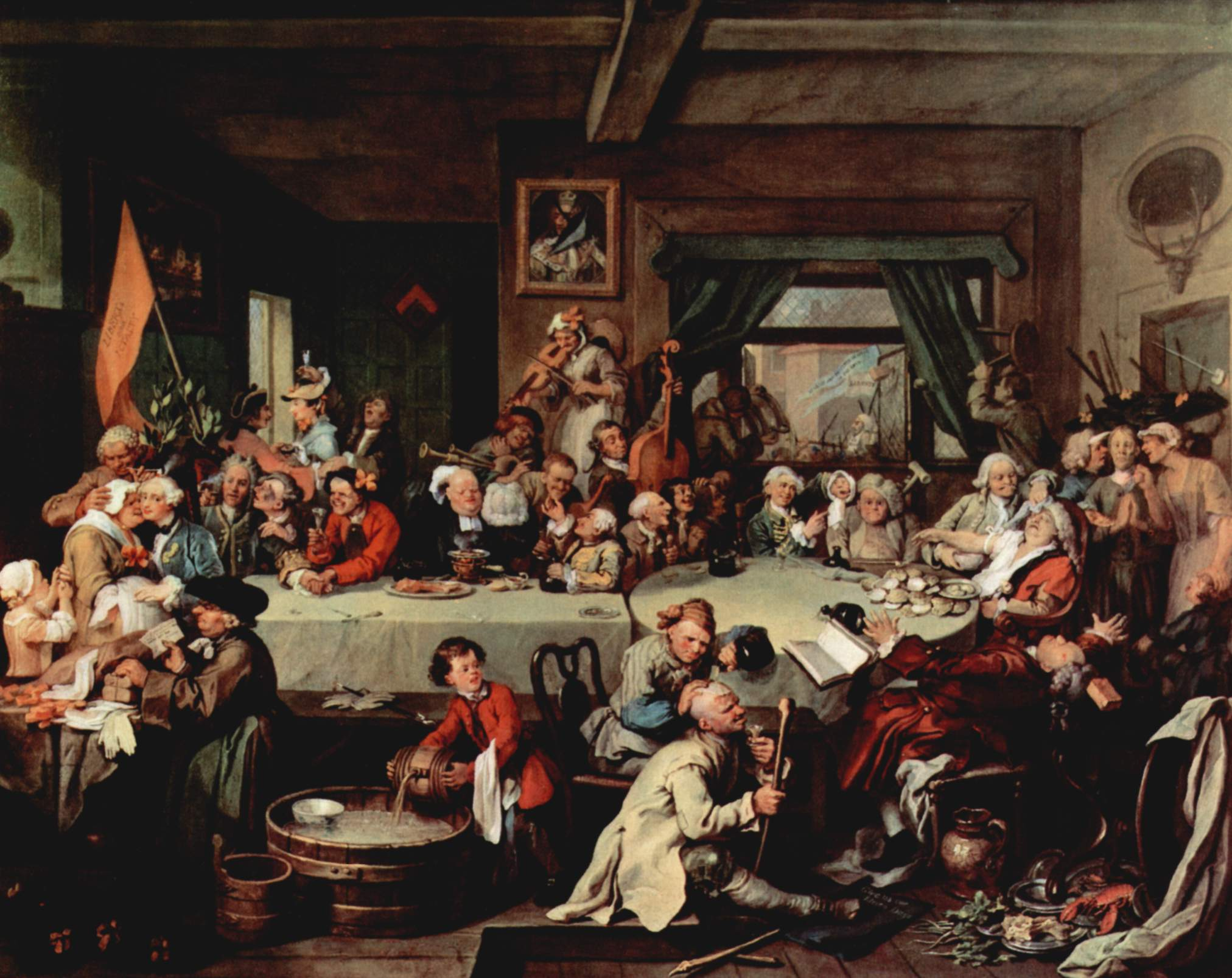
Картина Виборча розвага (An Election Entertainment) із серії Гумор про вибори (Humours of an Election). Вільям Гоґарт, 1755. Твір ілюструє протести проти переходу на новий стиль у 1752 році

1752 року відбулися так звані календарні заворушення, спричинені парламентським актом 1750 року, який передбачав перехід на григоріанський календар. Протести проти нового календаря відбувалися під гаслом «Дайте нам наші одинадцять днів!» (англ. Give us our eleven days!). Попри заворушення, у вересні 1752 року у Великій Британії було пропущено 11 днів, і одразу після 2 вересня настало 14-те.
Хоча Великій Британії, як і країнам континентальної Європи, в цей період була характерна віротерпимість, ворожість до релігійних меншин у XVIII столітті часто проявлялася в бунтах. Закон про натуралізацію євреїв, ухвалений 1753 року, був скасований наступного року через наявність широкого кола противників, а бунт лорда Гордона 1780 року був спричинений виданням Закону про папістів 1778 року, за яким католикам повертали частину їхніх політичних прав. Після Бірмінгемських заворушень 1791 року англійські маси активно виступили проти дисентерів, зокрема видатного громадського діяча Джозефа Прістлі.
Чорний акт 1723 року, складений прем'єр-міністром Робертом Волполом, вніс до кримінального кодексу зміни, вигідні для вищих класів суспільства. Документ передбачав понад 200 злочинів, які каралися стратою. Якщо підозрюваний відмовлявся визнати вину протягом сорока днів, то його визнавали винним і засуджували до розстрілу в разі затримання. Через зростання рівня злочинності в цей період села каралися, якщо вони не змогли знайти винуватців злочинів, розслідувати їх та засудити ймовірних злочинців.
Після завершення війни із Францією у 1815 році Британія вступила у фазу економічної депресії та політичної невизначеності, що спричинили соціальне невдоволення та заворушення. Радикальна партія випустила брошуру «Політичний реєстр», також відому як «Сміття за два пенні». У березні 1817 року 400 прядців і ткачів пройшлися маршем від Манчестера до Лондона, щоб передати урядові петицію з вимогами покращення рівня життя. Луддити знищили та пошкодили приладдя на заводах на промислово розвиненому північному заході Англії. Різанина Пітерлоо 1819 року розпочалася як мирна акція протесту понад 60 тисяч робітників, проте влада застосувала війська для придушення виступу, внаслідок чого 11 осіб загинули, а понад 400 отримали поранення. Метою змови на Като-стріт був підрив Кабінету міністрів, а згодом — штурм Тауера і повалення уряду. Змова була розкрита, а організатори — заслані до Австралії.

## Просвітництво

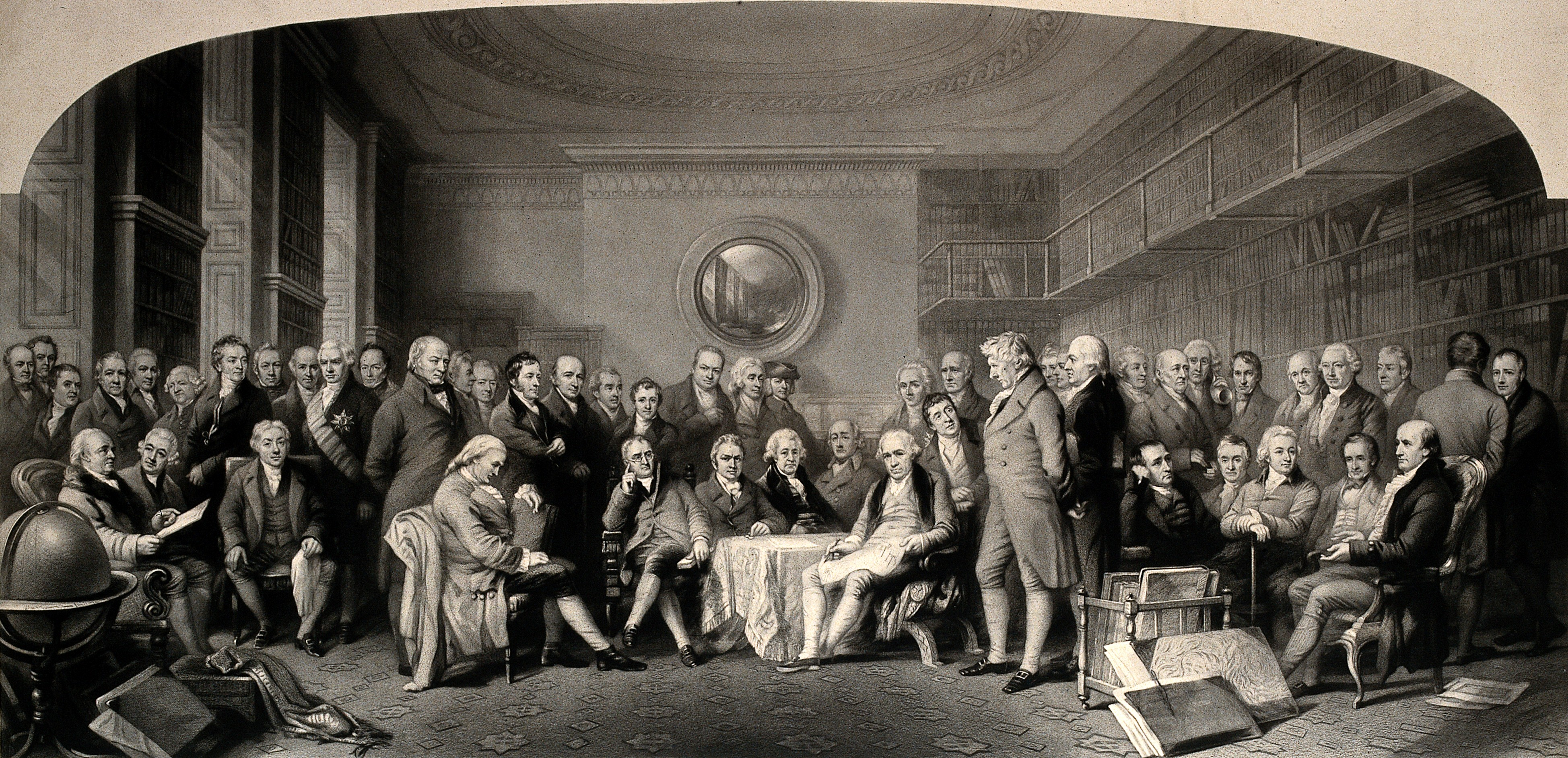
Визначні науковці. Зображення 1807—1808 років

Історики довгий час досліджують важливість Шотландського та Американського Просвітництва, тоді як сперечаються щодо самого існування Англійського Просвітництва.

### Шотландське Просвітництво
Англійський історик Пітер Гей вважає, що Шотландське Просвітництво «було невеликою і згуртованою групою друзів — Девід Г'юм, Адам Сміт, Адам Фергюзон та інші, — які знали один одного особисто і спілкувалися безперервно». Освіта була пріоритетною в Шотландії — як на місцевому рівні, так і особливо в чотирьох університетах, які мали кращу репутацію, ніж будь-який в Англії. Культура Просвітництва базувалася на закритих читаннях нових книжок та інтенсивних дискусіях, які відбувалися щодня у таких единбурзьких зібраннях як Вибране товариство (The Select Society) та Покерний клуб (The Poker Club), як і в університетах Старої Шотландії (Сент-Ендрюс, Глазго, Единбург, Абердин). Поширюючи гуманістичні та раціоналістичні ідеї Європейського Просвітництва цієї епохи, мислителі Шотландського Просвітництва доводили важливість людського розуму разом із несприйняттям будь-якого авторитету, що не може бути виправданий розумом. У Шотландії Просвітництво характеризувалося значним поширенням ідей емпіризму та ідеями, за яких головними цінностями вважалися вдосконалення, доброчесність, практична користь для людини та суспільства в цілому. Серед наук, які розвивалися швидко, були філософія, економіка, історія, архітектура та медицина. Провідними діячами Шотландського Просвітництва були Френсіс Гатчесон, Девід Г'юм, Адам Сміт, Дугальд Стюарт, Томас Рід, Вільям Робертсон, Генрі Гоум, Адам Фергюзон, Джон Плейфер, Джозеф Блек та Джеймс Гаттон. Шотландське Просвітництво вплинуло на Англійське та Американське і меншою мірою на континентальне Європейське Просвітництво.

### Англійське Просвітництво

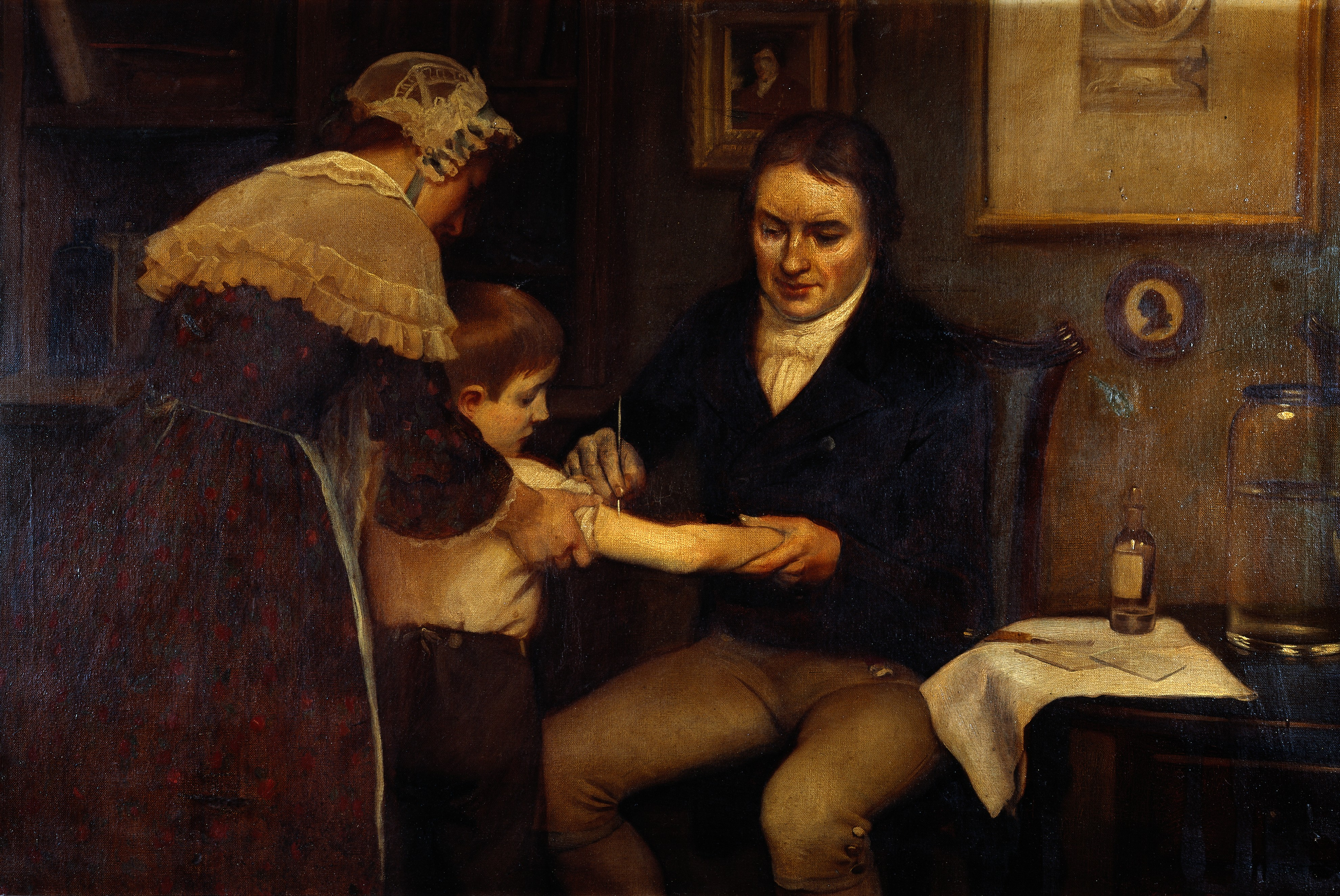
Едвард Дженнер виконує свою першу вакцинацію в 1796 році

Саме існування Англійського Просвітництва є суперечливим у наукових колах. Більшість підручників і звичайних оглядів історичних подій не виокремлюють його. Деякі європейські огляди включають Англію до кола просвітницьких країн, інші — ігнорують її, проте не оминають внесок таких інтелектуалів як Джозеф Еддісон, Едвард Ґіббон, Джон Лок, Ісаак Ньютон, Александер Поуп та Джошуа Рейнольдс. Історик Рой Портер вважав, що причиною ігнорування Англії було те, що Просвітництво було натхненне передусім мислителями із Франції, що воно було переважно нерелігійним та антиклерикальним і виступало проти встановленого порядку. Портер визнає, що після 1720-х років англійські мислителі могли бути рівними Дідро, Вольтерові чи Руссо. Проте провідні інтелектуали доби, як-от Едвард Ґіббон, Едмунд Берк та Семюел Джонсон, були цілком консервативними і підтримували встановлений порядок. Портер вважав, що причиною цього було те, що Просвітництво прийшло в Англію раніше, отож культура сприймала політичний лібералізм, філософський емпіризм, релігійну толерантність, за що інтелектуалам континентальної Європи доводилося боротись. Кав'ярні були хорошим місцем для інтелектуальних дискусій. Крім того, англійські інтелектуали заперечували колективізм, поширений на континенті, і вважали покращення особистості головною ціллю Просвітництва.

### Наука і медицина
Британія підтримувала багатьох науковців, які зробили численні наукові відкриття. Джозеф Прістлі досліджував електрику. Хімік Генрі Кавендіш відкрив Гідроген у 1772 році. Даніель Резерфорд ізолював Нітроген у 1774, тоді як Прістлі відкрив Оксиген та газ аміак. Антиквари та археологи створювали карту минулого. У медицині в 1717 році Леді Мері Вортлі Монтегю запровадила щеплення від віспи у Британії, і на 1740 рік велика кількість населення вже була щеплена. Лікарня Guy's Hospital була створена 1721 року, Королівський лазарет Единбурга — 1729, Пологовий будинок королеви Шарлотти — 1739, лікарня Міддлсекс — 1745 року. Було створено притулки для психічно хворих, зокрема лікарня Бетел у Норвічі (1713), палата для невиліковних психічно хворих у Guy's Hospital (1728), лікарні для божевільних у Манчестері (1766) та Йорку (1777); йоркська лікарня була перша, названа притулком.

## Хронологія
- 1714 — після смерті королеви Анни Стюарт престол успадкував Георг Людвіг, курфюрст Ганновера, коронований як Георг I. Розпочала правити нова династія — Ганноверська.
- 1715 — партія вігів перемогла парламентські вибори до Палати громад. Партія залишалася домінантною до 1760 року.
- 1727 — Георг I помер 11 червня. На престол зійшов його син Георг, принц Уельський, під ім'ям Георг II.
- 1745 — друге якобітське повстання. Завершилося поразкою в битві при Каллодені в квітні 1746 року. Останній збройний виступ якобітів.
- 1760 — Георг II помер 25 жовтня. На престол зійшов його онук під ім'ям Георг III.
- 1763 — Британія перемогла у Семирічній війні. За Паризьким мирним договором країна отримала значні володіння по всьому світу.
- 1765 — британський парламент ухвалив Акт про гербовий збір, що спричинило масові невдоволення у «Тринадцяти колоніях».
- 1769-1770 — Австралія та Нова Зеландія проголошені британськими колоніями.
- 1773 — парламент ухвалив Акт про обгороджування, за яким було введено обгороджування землі і скасовано право доступу до альменд. Закон спричинив початок масового переселення сільської бідноти до міст.
- 1775 — розпочалася Американська революційна війна, яка особливого розмаху отримала в Массачусетсі. Усі королівські офіцери вигнані із «Тринадцяти колоній».
- 1776 — «Тринадцять колоній» проголошують незалежність та утворюють Сполучені Штати Америки.
- 1777 — основні британські сили на чолі з генералом Бергойном зазнають поразки у Саратозькій кампанії. Франція починає допомагати США.
- 1778 — Франція формує альянс зі США і оголошує війну Великій Британії. Іспанія та Нідерланди їх підтримують. Британія не має жодного сильного союзника.
- 1781 — Британська армія в Америці на чолі із лордом Корнуоллісом капітулює перед Джорджем Вашингтоном після поразки в Йорктауні, Вірджинія, у жовтні 1781 року. Французький флот встановлює контроль над морями.
- 1783 — Велика Британія формально визнає незалежність США за Версальським договором.
- 1798 — Томас Роберт Мальтус опублікував твір Дослід щодо закону народонаселення, який став основою мальтузіанства — руху, який вважав необхідним контроль над кількістю населення з метою уникнення голоду, бідності або конфліктів через обмежені ресурси.
- 1801 — набрав чинності прийнятий 1800 року Акт унії Королівства Великої Британії та Ірландського королівства та їхнє об'єднання в Сполучене Королівство Великої Британії та Ірландії.
- 1807 — британський парламент ухвалив Акт про скасування работоргівлі, за яким торгівля рабами визнавалася незаконною у Великій Британії та її колоніях. Ухвалення документа було результатом 20-річної кампанії Вільяма Вілберфорса.
- 1811 — Георг, принц Уельський, стає регентом при батькові, королю Георгу III, з титулом Георг, принц-регент. Розпочалася 9-річна епоха Регентства.
- 1815 — імператор французів Наполеон I зазнав остаточної поразки від герцога Веллінгтона у битві при Ватерлоо.
- 1819 — відбулася масштабна різанина Пітерлоо.
- 1820 — Георг III помер 29 січня. Його син стає королем під ім'ям Георг IV.
- 1830 — Георг IV помер 26 червня. Його брат Вільгельм, герцог Кларенський, стає королем під ім'ям Вільгельм IV.
- 1833 — парламент ухвалив Акт про скасування рабства.
- 1837 — перехід до Вікторіанської епохи. Вільгельм IV помер 20 червня, на престол зійшла його племінниця — королева Вікторія.